# إديتا جروبيروفا
إديتا جروبيروفا (بالسلوفاكية: Edita Gruberová) (23 ديسمبر 1946 - 18 اكتوبر 2021)
نجمة بارزة في أوبرا فيينا منذ انتصاراتها في لوسيا دي لاميرمور وأريادن في ناكسوس في أواخر السبعينيات، تعرض إيديتا جروبيروفا موهبتها العظيمة، بسلوفاكيا.